# Sintel
«Сінте́л» (робоча назва «Durian») — короткометражний анімаційний фільм виробництва Blender Institute, підрозділу Blender Foundation. Третій фільм, створений у Blender Insitute суто засобами вільного програмного забезпечення та вийшов під вільною ліцензією Creative Commons. Попередніми були «Мрія Слонів» і «Великий Бак».
Для створення мультфільму використовувалися програми Blender, GIMP, Inkscape, MyPaint, Krita, OpenEXR, Python, Subversion, дистрибутив Ubuntu Linux.
Робота над фільмом почалася в травні 2009 року. Офіційний реліз відбувся 27 вересня 2010 року на Netherlands Film Festival.
Версія для завантаження стала доступною 30 вересня 2010 року.

## Сюжет
Дівчина Сінтел мандрує засніженими горами. Вона зазнає нападу розбійників, але відбирає в одного з них спис і вбиває нападника. Потім вона знаходить притулок у хатині шамана. Він запитує її, чому вона подорожує, і вона зізнається, що шукає дракона. Сінтел була самотньою бездомною, шукаючи їжу, коли виявила пораненого дракончика. Вона вигодувала його і назвала його Скейлз. Одного разу, коли Скейлз летів, його схопив дорослий дракон. Вирішивши повернути його, Сінтел почала довгу й небезпечну подорож, яка привела її до хатини шамана.
Сінтел готова здатися, коли шаман каже їй, що вона опинилася в країні, де живуть дракони. Вона знаходить дерево, зображене на списі, а біля нього печеру з дорослим драконом і його дитинчам. Дитинча тікає, побачивши Сінтел, а дорослий дракон нападає. Після короткої битви дорослий дракон притискає Сінтел до землі, але спиняється, впізнавши її запах. Сінтел користується нагодою і встромляє дракону в груди ножа. Коли вона збирається завдати смертельного удару, то помічає на крилі шрам, який був у Скейлза. Сінтел усвідомлює, що це і був дракон, якого вона шукала.
Дивлячись у калюжу драконової крові, Сінтел бачить як вона постаріла за час подорожі. Вона не задумувалася, що Скейлз виросте до того часу в великого дракона. Печера обвалюється з останнім подихом Скейлза, а Сінтел біжить до входу. Дитинча Скейлза вирушає вслід за нею.

## Галерея

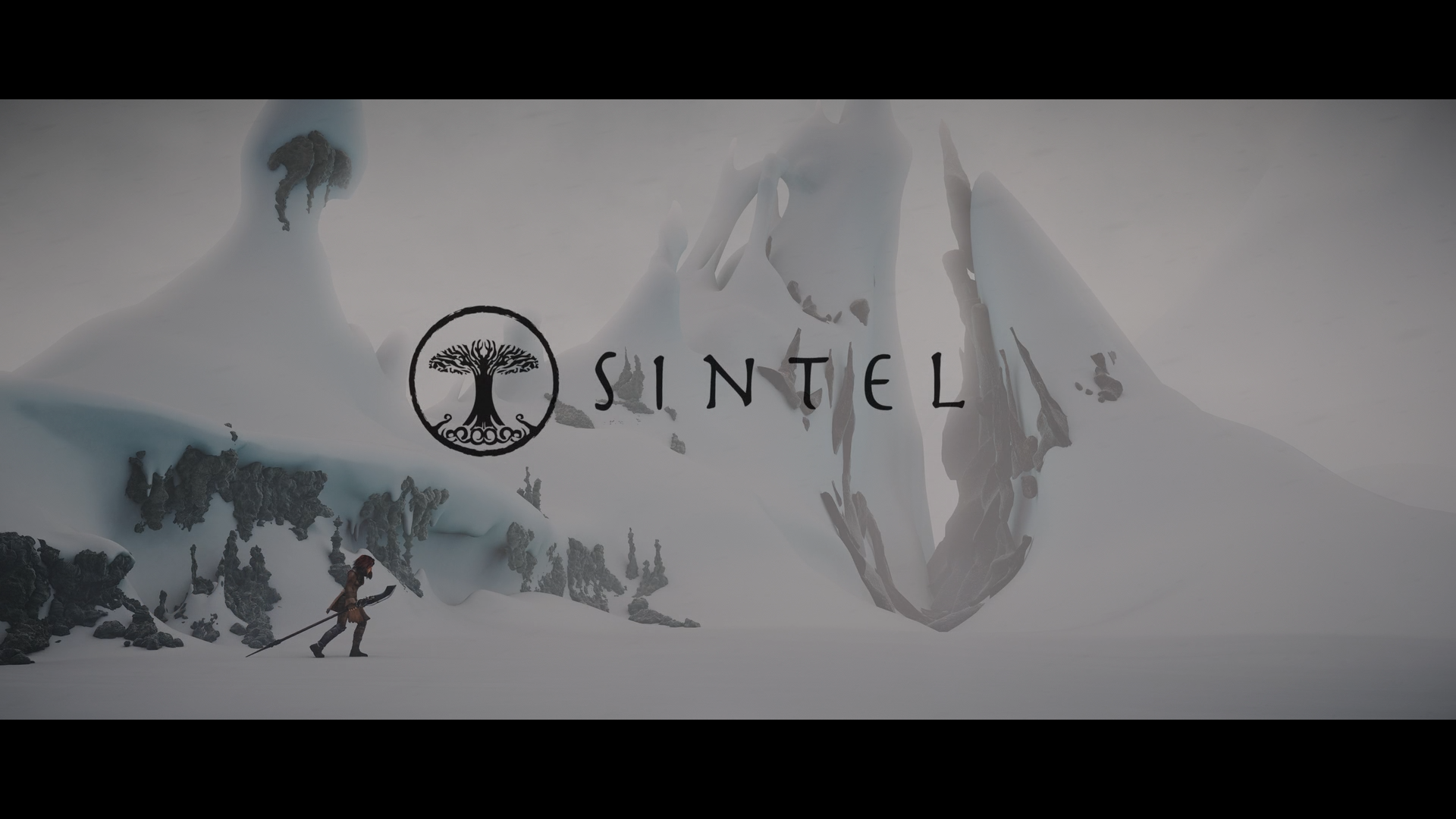
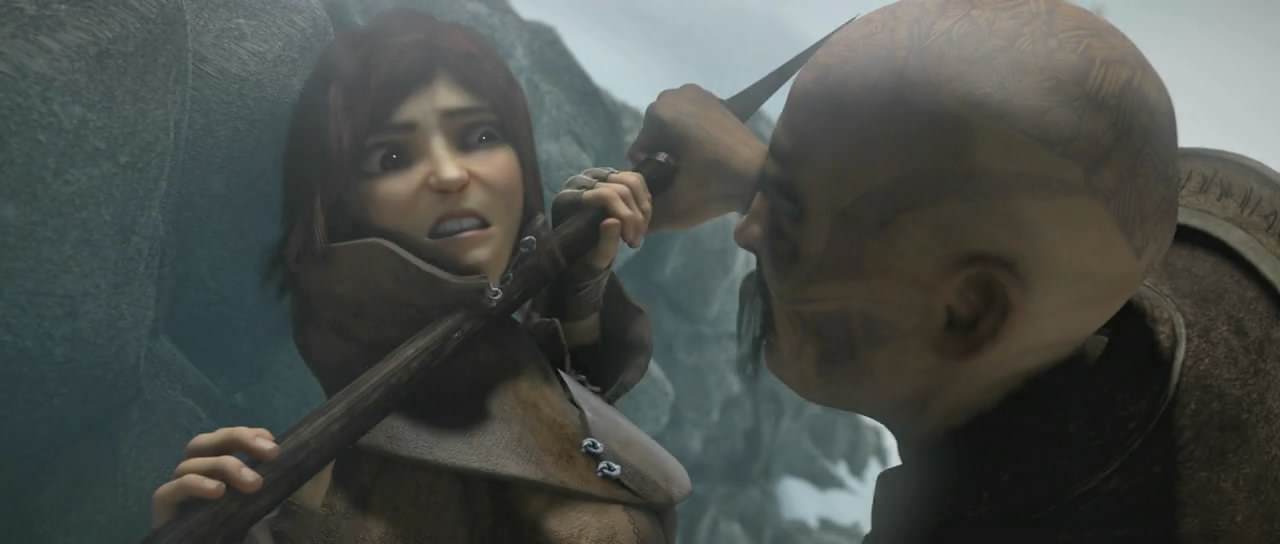
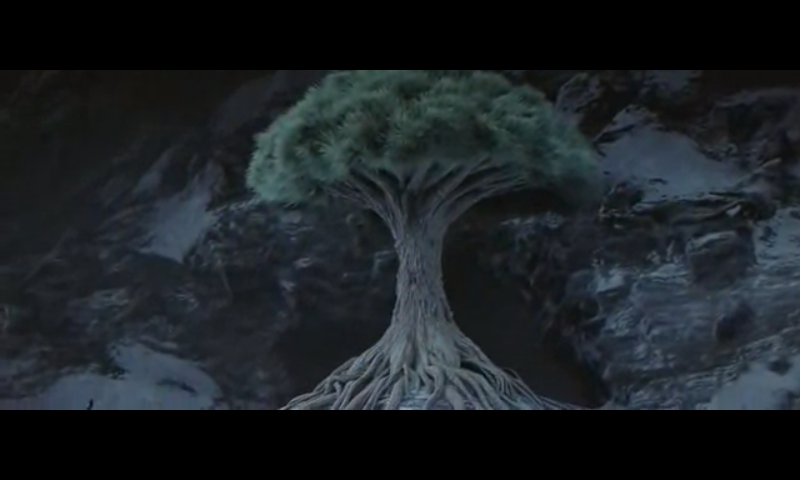
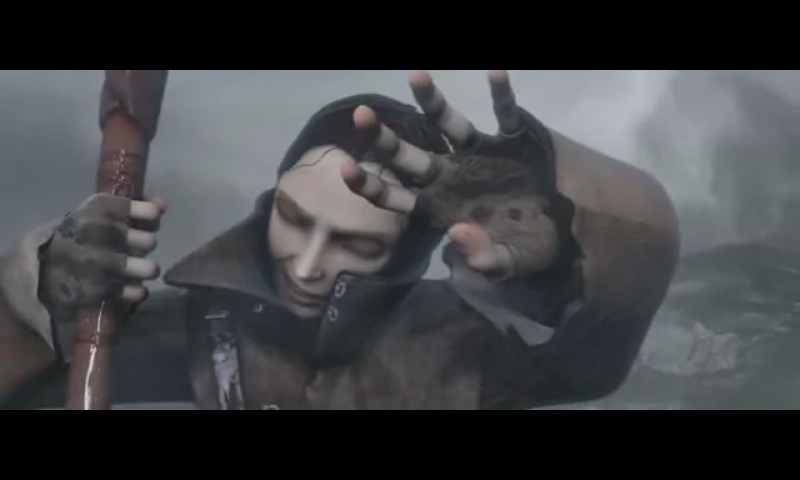
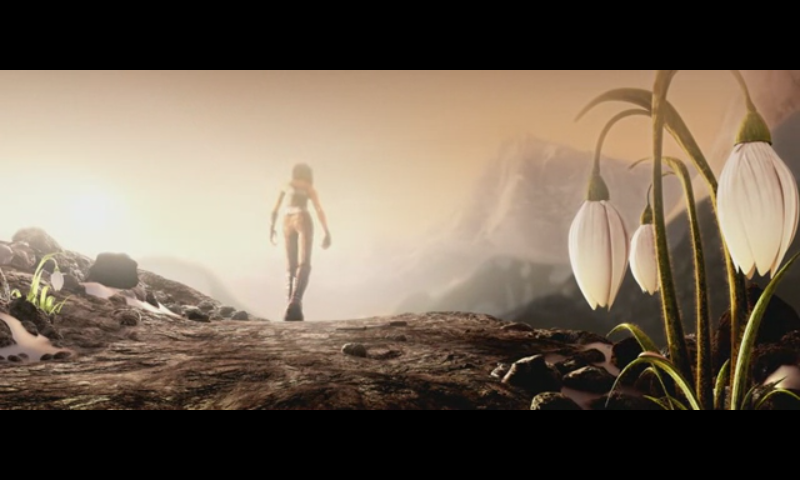